# Столкновение в аэропорту Лос-Анджелес
Столкновение в аэропорту Лос-Анджелес — авиационная катастрофа, произошедшая в пятницу 1 февраля 1991 года в международном аэропорту Лос-Анджелес (Калифорния, США). Авиалайнер Boeing 737-3B7 авиакомпании USAir выполнял внутренний рейс USA1493 по маршруту Сиракьюс—Вашингтон—Колумбус—Лос-Анджелес—Сан-Франциско, когда при посадочном пробеге врезался в авиалайнер Swearingen SA227-AC Metro III авиакомпании SkyWest Airlines (рейс SKW5569 Палм-Спрингс—Лос-Анджелес—Палмдейл), ожидавший на ВПП разрешения на взлёт. После столкновения оба самолёта выкатились со взлётной полосы и врезались в пожарную станцию, при этом SA-227 полностью разрушился. В катастрофе погибли 34 человека — 22 на борту рейса 1493 из 89 (83 пассажира и 6 членов экипажа) и все 12 на борту рейса 5569 (10 пассажиров и 2 пилота).

## Сведения о самолётах

### Boeing 737
Boeing 737-3B7 (регистрационный номер N388US, заводской 23310, серийный 1145) был выпущен в августе 1985 года (первый полёт совершил 23 августа). 13 сентября того же года поступил в авиакомпанию USAir, где получил бортовой номер N360AU. 16 ноября 1988 года был перерегистрирован и его б/н сменился на N388US. Имел конфигурацию F8Y120, пассажировместимость салона составляла 128 мест (8 мест бизнес-класса и 120 мест эконом-класса). Оснащён двумя двухконтурными турбовентиляторными двигателями CFM International CFM56-3B1. В 1989 году был проведён небольшой ремонт внутренней части фюзеляжа.
Состав экипажа рейса USA1493 был таким:
- Командир воздушного судна (КВС) — 48-летний Колин Ф. Шоу (англ. Colin F. Shaw). Очень опытный пилот, был квалифицирован на BAC 1-11 и Boeing 737. В августе 1968 года устроился в авиакомпанию Mohawk Airlines (в 1972 году была поглощена Allegheny Airlines, в 1979 году была переименована в USAir), где проработал 22 года. В сентябре 1985 года был квалифицирован на командира Boeing 737. По медицинским показаниям носил очки. Налетал свыше 16 300 часов, свыше 4300 из них на Boeing 737, включая 43 часа за последние 30 дней.
- Второй пилот — 32-летний Дэвид Т. Келли (англ. David T. Kelly). Опытный пилот, был квалифицирован на самолёты типа Learjet и L-382 (гражданская версия C-130). В октябре 1988 года устроился в авиакомпанию USAir (проработал в ней 2 года и 3 месяца). Налетал 4316 часов, 982 из них на Boeing 737, включая 61 час за последние 30 дней.

В салоне самолёта работали четверо бортпроводников:
- Диэнн Бетиа (англ. Deanne Bethea) — старший бортпроводник. В USAir с 6 января 1989 года.
- Патрисия Ходжес (англ. Patricia Hodges). В USAir с 11 августа 1989 года.
- Уильям Ибарра (англ. William Ibarra). В USAir с 6 января 1989 года.
- Вэнс Сперджен (англ. Vance Spurgeon). В USAir с 11 августа 1989 года.

### Fairchild Swearingen Metroliner
Swearingen SA227-AC Metro III (регистрационный номер N683AV, заводской AC-683) был выпущен в 1986 году. В авиакомпанию SkyWest Airlines поступил 4 августа 1987 года. Пассажировместимость салона составляла 19 мест, максимальная взлётная масса — 6577 килограммов. Оснащён двумя турбовинтовыми двигателями Garrett TPE331-11U.
Экипаж рейса SKW5569 состоял из двух пилотов:
- Командир воздушного судна (КВС) — 32-летний Эндрю Дж. Лукас (англ. Andrew J. Lucas). Опытный пилот, в авиакомпанию SkyWest Airlines устроился в мае 1985 года (проработал в ней 5 лет и 8 месяцев). В мае 1986 года был квалифицирован на командира SA-227. Налетал 8808 часов, 2107 из них в должности КВС SA-227, включая 89 часов за последние 30 дней.
- Второй пилот — 45-летний Фрэнк С. Прентис (англ. Frank C. Prentice). Опытный пилот, в авиакомпанию SkyWest Airlines устроился в феврале 1990 года (проработал в ней 1 год). По медицинским показаниям носил контактные линзы и очки. Налетал около 8000 часов, 1363 из них в должности второго пилота SA-227, включая 87 часов за последние 30 дней.

## Диспетчерский центр Лос-Анджелес
Диспетчерский центр аэропорта Лос-Анджелес в том же 1991 году получил самый высокий уровень рейтинга — пятый. На момент катастрофы диспетчеры работали в нормальном режиме с загрузкой в пределах от слабой до умеренной. Смена была полностью укомплектована и состояла из 13 человек: 11 авиадиспетчеров, 1 руководитель полётов и 1 руководитель зоны. Диспетчер руления, отвечающий за движение по аэродрому, и диспетчер взлёта и посадки, отвечающий за самолёты на удалении до 3 миль от аэропорта, сидели рядом, так как им часто приходилось взаимодействовать между собой.
- Диспетчер взлёта и посадки (Лос-Анджелес—башня) — Робин Уошер (англ. Robin Wascher). С 1975 года по 27 июля 1977 года проработала диспетчером в ВВС США. 3 февраля 1977 года получила сертификат диспетчера гражданской авиации. 28 марта 1982 года устроилась в Федеральное управление гражданской авиации и изначально работала в аэропорту Галфпорт-Билокси[англ.] (ИАТА: GPT, ИКАО: KGPT, FAA LID: GPT) (Галфпорт, Миссисипи) третьей категории. С 4 апреля 1984 года работала в аэропорту Мид-Дельта[англ.] (ИАТА: GLH, ИКАО: KGLH, FAA LID: GLH) (Гринвилл, Миссисипи) первой категории, с 6 июня 1986 года — в аэропорту Аспен/Питкин[англ.] (ИАТА: ASE, ИКАО: KASE, FAA LID: ASE) (Аспен, Колорадо) второй категории. 18 сентября 1989 года была переведена в аэропорт Лос-Анджелес (ИАТА: LAX, ИКАО: KLAX, FAA LID: LAX) (Лос-Анджелес, Калифорния), где 2 декабря 1990 года получила необходимую квалификацию, с 12 декабря стала полноправным сотрудником диспетчерского центра. По медицинским показаниям носила контактные линзы[9].
- Диспетчер руления — Франчита Вандивер (англ. Francita Vandiver). 26 июня 1976 года получила сертификат диспетчера гражданской авиации. 6 лет проработала диспетчером в ВМС США, после чего 8 ноября 1982 года устроилась в Федеральное управление гражданской авиации. 25 мая 1988 года получила необходимую квалификацию для работы в аэропорту Лос-Анджелес[9].

## Хронология событий

### Предшествующие обстоятельства
В тот день Boeing 737-3B7 борт N388US выполнял внутренний пассажирский рейс USA1493 из Сиракьюса (Нью-Йорк) в Сан-Франциско с промежуточными посадками в Вашингтоне, Колумбусе и Лос-Анджелесе, причём в Вашингтоне произошла смена экипажа (КВС Шоу и второй пилот Келли). В 13:07 с 6 членами экипажа и 83 пассажирами на борту рейс 1493 вылетел из Колумбуса и направился в Лос-Анджелес, пилотировал его на всём протяжении маршрута второй пилот. Расчётная продолжительность полёта составляла 3 часа 43 минуты. Взлётный вес самолёта при вылете из Колумбуса по документам составлял 54 305 килограммов при центровке 15% САХ, что находилось в пределах допустимого. По оценке при посадке в Лос-Анджелесе вес самолёта составлял 42 830 килограммов, включая остаток авиатоплива в 3320 килограммов.
Fairchild SA227-AC Metro III борт N683AV выполнял внутренний пассажирский рейс SKW5569 (позывные — SKW569) из Палм-Спрингса в Палмдейл с промежуточной посадкой в Лос-Анджелесе. Первая часть маршрута (Палм-Спрингс—Лос-Анджелес) была выполнена без происшествий и теперь с 2 пилотами и 10 пассажирами на борту рейс 5569 готовился выполнить перелёт в Палмдейл. В его топливных баках находилось 544 килограмма авиакеросина, общий вес самолёта составлял 5669 килограммов (в установленных пределах). Расчётное время вылета было 18:00.

### Катастрофа
Закат в Лос-Анджелесе был в 17:23, вечерние сумерки закончились в 17:48, то есть ко времени столкновения уже стояла ночь. В аэропорту стояла хорошая погода, так на 17:51 отдельные облака находились на высоте 9,1 километров, видимость достигала 24 километров, температура воздуха 37° F (около 3° C), ветер 260°, тихий — 11 км/ч.

#### Возникновение ситуации
Когда рейс USA1493 вошёл в зону аэропорта Лос-Анджелес, то получил разрешение снижаться на радиомаяк CIVET. После прохождения CIVET экипаж перешёл на связь с диспетчером подхода, который в 17:57:28 дал указание заходить на радиомаяк ВПП № 24 правая (24R) и занимать высоту 3000 метров. В 17:59:00 диспетчер спросил у рейса 1493 о наблюдении аэропорта, на что был дан утвердительный ответ, при этом второй пилот добавил, что они в 40 километрах от аэропорта и даже могут распознать отдельные ВПП. Тогда в 17:59:06 было дано разрешение выполнять визуальный заход на ВПП № 24 левая (24L) на высоте 2438 метров и выше. С самолёта подтвердили получение информации. Затем в 17:59:57 с рейса 1493 спросили, действительно ли посадка будет на взлётную полосу №24L, на что диспетчер подхода дал подтверждение. В 18:03:05 диспетчер подхода передал указание после прохождения ROMEN переходить на связь с диспетчером посадки. Курсо-глиссадная система ВПП №24L не имела радиомаяков, в отличие от ВПП №24R, а так как было уже темно, то экипаж не мог видеть горизонт. В связи с этим заход поначалу выполнялся на полосу №24R и лишь за 19,3 километров экипаж перешёл на визуальный заход на ВПП №24L. После двусторонней проверки контрольной карты перед посадкой пилоты установили закрылки на 30°.

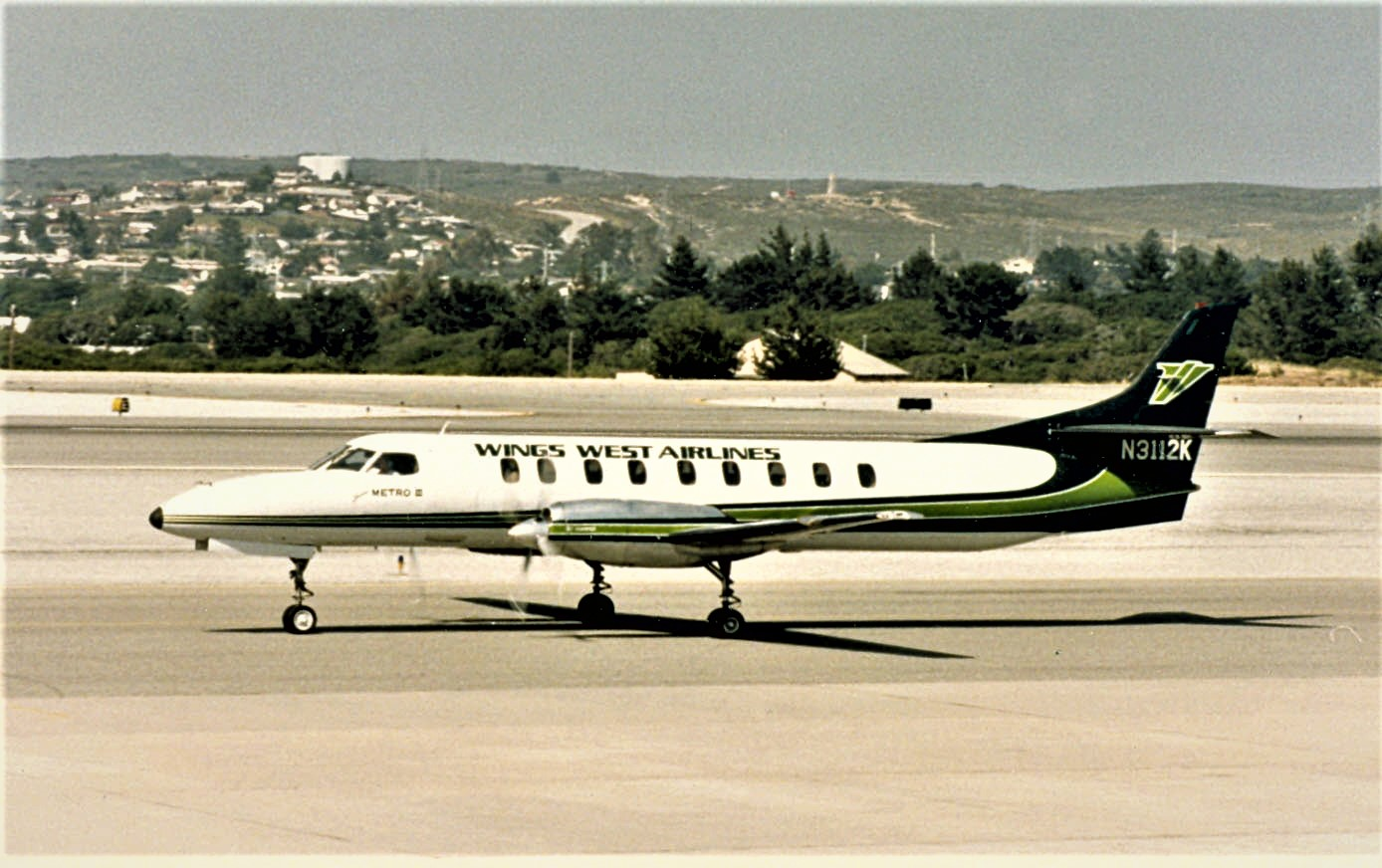
Fairchild SA-227 авиакомпании Wings West Airlines

В это время в аэропорту в 17:58 стоявший на стоянке № 32 у терминала № 6 рейс SKW5569 начал движение к ВПП №24L. В 18:01:43 его экипаж доложил диспетчеру руления, что находится у дорожки № 2 (Танго) вторым за самолётом авиакомпании Aeroméxico, на что диспетчер Вандивер дала указание пока стоять у дорожки Танго и сообщила, что стоящий перед ними самолёт вылетит через минуту. В 18:02:43 рейсу 5569 было дано указание поворачивать направо на дорожку Танго и далее по рулёжке № 45 занимать предварительный старт у ВПП №24L. В 18:03:38 на частоте 133,9 МГц экипаж связался с диспетчером взлёта и посадки, доложив, что они находятся на рулёжке № 45 и ожидают вылета. Диспетчер Уошер дала разрешение выруливать на взлётную полосу №24L и занимать пока исполнительный старт, на что в 18:03:44 с самолёта подтвердили получение команды. Через минуту в 18:04:33 с диспетчером взлёта и посадки связался уже рейс USA1493 и доложил о пролёте точки ROMEN. Эта информация была зафиксирована магнитофоном на диспетчерской вышке, однако подтверждения от диспетчера не последовало. Вместо этого в 18:04:44 диспетчер дала указание рейсу SKW5569 пока ожидать на исполнительном старте, так как ВПП пересекал другой самолёт. На это в 18:04:49 ответили: Окей, стоим и ожидаем на два четыре левая. Скайуэст пять пять шестьдесят девять; это было последнее радиосообщение с борта рейса SKW5569. Другим самолётом, который пересекал ВПП, был также SA-227, но уже авиакомпании Wings West Airlines, который завершил рейс WW5006 (WW50Q6). Он стоял на рулёжке № 52, но не мог получить разрешение на пересечение взлётной полосы №24L, так как его радиоприёмники случайно оказались сбиты с частоты диспетчера посадки. Когда экипаж рейса 5006 наконец заметил ошибку и восстановил связь, то в 18:05:16 получил разрешение на пересечение ВПП. Рейс SKW5569 в свою очередь продолжал стоять на исполнительном старте ВПП №24L у пересечения с рулёжкой № 45.
В 18:05:29 экипаж рейса 1493 повторно вызвал диспетчера посадки: Юэсэйр четырнадцать девяносто три, на левой стороне, двадцать четыре левая. Диспетчер Уошер вела радиопереговоры ещё с тремя самолётами, поэтому смогла ответить только в 18:05:53: Юэсэйр четырнадцать девяносто три, разрешается посадка на полосу двадцать четыре левая. В 18:05:55 командир рейса 1493 подтвердил получение информации, что стало последним радиосообщением с рейса USA1493.

#### Столкновение

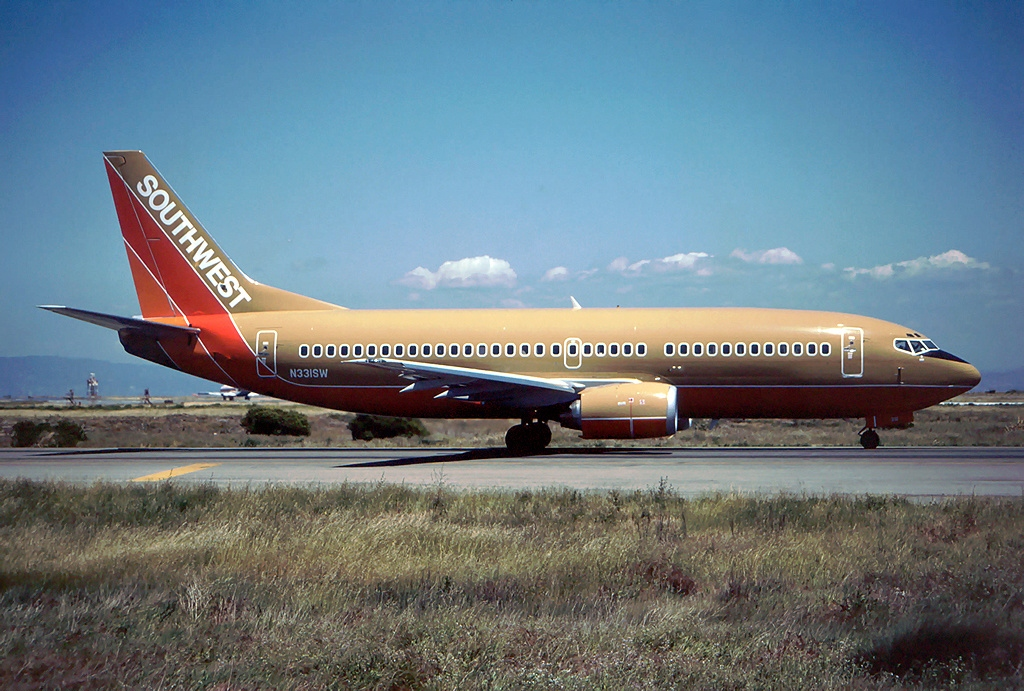
Boeing 737 авиакомпании Southwest Airlines

Схема столкновения рейсов USA1493 и SKW5569

Диаграмма травм пассажиров рейса 1493 (NTSB) в зависимости от их местонахождения

В это время на рулёжке у начала ВПП №24L находились ещё два самолёта, ожидающие разрешения на взлёт: ещё один SA-227 авиакомпании Wings West Airlines, который выполнял рейс WW5072, а перед ним Boeing 737 авиакомпании Southwest Airlines, который выполнял рейс SWA725. В 18:06:08 рейс WW5072 сообщил диспетчеру взлёта о готовности к взлёту. Диспетчер взлёта в свою очередь не могла точно определить, пересёк ли ВПП рейс WW5006, поэтому проконсультировалась по этому вопросу с руководителем полётов. Судя по всему, руководитель полётов дал разрешение, так как в 18:06:30 диспетчер проверила у экипажа настройку радиолокационного ответчика. После проверки взлётная полоса была подготовлена для посадки, то есть первоначальное разрешение на взлёт оказалось ошибочным. Экипаж рейса USA1493 слышал эти радиопереговоры; впоследствии второй пилот рассказывал, что не видел, чтобы на ВПП №24L или №24R садился, либо взлетал с них какой-либо самолёт, но видел ожидающие на рулёжке самолёты. Насчёт наблюдения огней осевой линии пилот не смог точно ответить, хотя указал, что наблюдал огни низкой интенсивности. В самой кабине рейса 1493 освещение было нормальным, пилоты не наблюдали на полосе никаких других самолётов и не отвлекались от пилотирования.
Рейс USA1493 стабилизировался на высоте 304 метров над уровнем моря, при прохождении 152 метров командир крикнул: Пятьсот, ошибка плюс десять. Авиалайнер прошёл торец ВПП на скорости 240 км/ч и коснулся полосы основными опорами шасси в 457 метрах от её конца. Экипаж задействовал реверсы двигателей и начал медленно опускать нос самолёта. Но стоило только носовой стойке шасси опуститься на бетон, как в тот же момент пилоты увидели прямо перед собой и чуть ниже рейс SKW5569, на хвосте у которого горел красный навигационный огонь, а свет посадочных фар рейса 1493 отражался от его работающих винтов. Пилоты попытались уклониться от столкновения и задействовали тормоза, но через мгновение в 18:06:59 раздался грохот и под фюзеляжем прогремел взрыв, после чего нос рейса 1493 подскочил вверх и тут же снова опустился. Горящие лайнеры вылетели влево с ВПП и врезались в пустующее здание пожарной станции.

#### Эвакуация пассажиров рейса 1493
Рейс USA1493 врезался в здание пожарной станции под углом, при этом сразу погиб командир экипажа. По результатам опроса 48 выживших на борту рейса 1493 была установлена следующая картина последующих событий.
Левую переднюю дверь при столкновении заклинило, поэтому её не смогли открыть. Одна из стюардесс открыла заднюю левую дверь, но пламя быстро отрезало этот выход и им никто не успел воспользоваться. Левым аварийным выходом успели воспользоваться 2 пассажира, после чего и он был отрезан огнём. Передняя правая дверь была открыта, но аварийный трап не сработал, так как был повреждён при ударе, при этом до ВПП оставалось 1,5 метра; через этот выход выбрались 2 пассажира. Основное количество пассажиров (37 из 48) покинули лайнер через правый аварийный выход. Была некоторая задержка с эвакуацией, так как сидевший у этого выхода мужчина (место 10F) находился в шоковом состоянии и не предпринимал никаких действий; в итоге один из пассажиров с 11 ряда перебрался вперёд, откинул шокированного пассажира в сторону и открыл аварийный выход. Во время эвакуации через данный выход 2 пассажира начали ссору, что также привело к задержке на несколько секунд. 15 пассажиров выбрались через заднюю правую дверь, до которой добрались, руководствуясь световой индикацией на полу салона. Позже в проходе салона спасательные службы обнаружили 11 погибших человек — 1 стюардессу и 10 пассажиров; вероятно, они погибли из-за отравления дымом.

#### Ущерб, погибшие и раненые
В результате катастрофы SA-227 полностью разрушился и сгорел, а Boeing 737 разрушился на две части и полностью выгорел изнутри (кроме кабины экипажа и салона бизнес-класса); фюзеляж снаружи выгорел от хвостовой части до салона бизнес-класса, также наполовину выгорело левое крыло. Остаточная стоимость Boeing 737 была оценена в $ 5 200 000, а SA-227 — $ 1 600 000. Все 12 человек на борту SA-227 погибли мгновенно. На борту Boeing 737 на месте погиб 21 человек — 2 члена экипажа (КВС и старший бортпроводник Бетиа) и 19 пассажиров. Через 3 дня 1 из выживших пассажиров умер от полученных травм; ещё 1 пассажир умер через 31 день после катастрофы, но этот случай уже попал под классификацию «смертельно раненый», а потому не был учтён как погибший. Таким образом, в катастрофе погибли 34 человека — 22 на Boeing 737 и все 12 на SA-227. Здание пожарной станции было повреждено незначительно.

## Расследование
Расследование причин столкновения в аэропорту Лос-Анджелес проводил Национальный совет по безопасности на транспорте (NTSB).

### Выводы
Выводы, сделанные в результате расследования:

Наружное светотехническое оборудование у SA-227 (NTSB):
1 — рулёжная фара,
2 — посадочные огни,
3 и 4 — проблесковые огни,
5 — навигационный маяк,
6 — маяк от столкновений

1. Лётные экипажи обоих самолётов были подготовлены и имели необходимую квалификацию для выполнения полётов в составе из двух пилотов.
2. Стюардессы на борту рейса USA1493 имели необходимую квалификацию и были подготовлены для выполнения полёта. Несмотря на это, двое стюардесс в задней части салона начали эвакуацию сразу после первого удара, прежде чем лайнер остановился.
3. Оба самолёта были надлежащим образом подготовлены для выполнения полётов.
4. Объём воздушного движения и загрузка диспетчеров в центре управления движением международного аэропорта Лос-Анджелес на момент катастрофы была умеренной.
5. Метеоусловия не являлись сопутствующим фактором.
6. Персонал на диспетчерской вышке аэропорта с трудом могли разглядеть самолёты на взлётно-посадочных полосах и других районах аэродрома, так как освещение близкорасположенного терминала № 2 создавало блики на окнах.
7. Технологии работы в Лос-Анджелесском центре УВД не обеспечивали необходимого дублирования, тогда как Национальные нормативные рабочие положения Федерального управления авиации требуют, чтобы контрольные полоски рейсов, используемые для координации при передаче их между диспетчерами, обрабатывались на наземном пункте управления.
8. Составленная в Федеральном управлении авиации оценка числа авиадиспетчеров позволила выявить, что в диспетчерском центре аэропорта Лос-Анджелес отсутствует необходимое дублирование персонала. В результате некому было обнаружить и исправить ошибку, совершённую диспетчером взлёта и посадки.
9. Диспетчер взлёта и посадки забыла, что на исполнительном старте полосы №24L находится рейс SKW5569, так как полностью отвлеклась на другой самолёт.
10. Диспетчер взлёта и посадки запуталась в ситуации с движением на аэродроме, поэтому ошибочно решила, что полоса свободна.
11. Полоска с рейсом WW5072 была поставлена диспетчером в неверное положение, в результате чего диспетчер дала ошибочное разрешение на посадку. Если бы полоски с рейсами своевременно проверялись, то было бы своевременно определено истинное положение лайнеров на аэродроме, а потому разрешение на посадку не было бы выдано.
12. Действующие руководства по выполнению радиообменов при пересечении позиций стартов не требовали от пилотов и авиадиспетчеров идентификации конкретных позиций.
13. Программа технической оценки авиадиспетчеров не проводилась полностью, так как руководители не понимали всей её важности.
14. Диспетчеры взлёта и посадки не имели в распоряжении наземные радиолокаторы (для слежения за движениями самолётов по аэродрому), но с учётом ситуации и существующих руководств, это и не сильно бы помогло в предотвращении катастрофы.
15. Огни на воздушных судах прежде всего использовались для заметности в полёте, а не на аэродроме, а потому навигационные огни рейса SKW5569 для пилотов рейса USA1493 слились с огнями взлётно-посадочной полосы.
16. В крови погибшего командира рейса USA1493 был обнаружен фенобарбитал, в крови выжившего второго пилота другие лекарства. Но это не является причиной катастрофы, хотя и снизило оценку потенциальной опасности, что является побочным эффектом употребления данных препаратов.
17. Спасательные службы аэропорта Лос-Анджелес сработали своевременно и эффективно.
18. Действующие в USAir инструкции по эвакуации достаточно подготовили пассажиров. Но задержка с открытием правого аварийного выхода, частичная блокировка выхода и неправильная реакция людей на стрессовую ситуацию привели к задержкам в эвакуации многих пассажиров.
19. В результате череды столкновений у рейса USA1493 была повреждена кислородная система кабины пилотов, из-за чего кислород вышел в атмосферу салона. Это привело к быстрому распространению огня, что значительно сократило время на проведение успешной эвакуации.
20. Многие погибшие пассажиры рейса USA1493 были найдены у аварийного выхода. Вероятно, они не воспользовались задним выходом из-за дыма и низкой видимости.

### Причины
Окончательный отчёт расследования был опубликован 22 октября 1991 года.
NTSB пришёл к мнению, что столкновение рейсов USA1493 и SKW5569 произошло из-за нарушений в организации работы диспетчерского центра аэропорта Лос-Анджелес в части отсутствия необходимого дублирования, тогда как это нарушало Национальные нормативные рабочие положения Федерального управления авиации, а само Федеральное управление авиации это не проконтролировало. В результате диспетчер посадки и взлёта запуталась в ситуации на аэродроме и выдала неверное разрешение, что привело к столкновению на полосе самолётов авиакомпаний USAir и SkyWest Airlines. Свою роль в катастрофе сыграло то, что Федеральное управление авиации не проводило эффективных проверок качества работы управления воздушным движением.

## Культурные аспекты
- Столкновение в аэропорту Лос-Анджелеса показано в двух сериях канадского документального телесериала Расследования авиакатастроф — Ошибка диспетчера (англ. Cleared For Disaster — Разрешение на катастрофу; 4 серия 9 сезона) и Выхода нет (11 серия 25 сезона).
- Также оно показано в американском документальном телесериале от «MSNBC» Почему разбиваются самолёты[англ.] (англ. Why Planes Crash) в серии Человеческая ошибка (англ. Human Error).

### Комментарии
1. ↑  Здесь и далее указано Тихоокеанское стандартное время — PST (UTC-08:00)